# Synthemis spiniger
Synthemis spiniger är en trollsländeart som beskrevs av Tillyard 1913. Synthemis spiniger ingår i släktet Synthemis och familjen skimmertrollsländor. Inga underarter finns listade i Catalogue of Life.